# Museo del Transvaal
El Museo Nacional Ditsong de Historia Natural (en inglés, Ditsong National Museum of Natural History), popularmente conocido como  Museo del Transvaal (Transvaal Museum), es un museo de historia natural ubicado en la ciudad de Pretoria, en Sudáfrica. Fue fundado como el Staatsmuseum (en afrikáans, «Museo Estatal») de la República Sudafricana el 1 de diciembre de 1892. Su creación fue atribuida al secretario de Estado de la República del Transvaal, Willem Johannes Leyds (1859-1940). Entre sus objetivos se encontraban conseguir colecciones representativas de las poblaciones autóctonas, reunir especímenes de animales, plantas, fósiles, minerales, así como elementos relacionados con la historia de la colonización europea, en particular de los bóeres  y de los voortrekker.
El Museo del Transvaal alberga grandes colecciones de fósiles del Plioceno (incluyendo homínidos del inicio de la Humanidad de Sterkfontein, Swartkrans y Kromdraai), así como therapsidas del período Pérmico (reptiles con parecido a los mamíferos originarios de Karoo). Además, el museo conserva grandes colecciones de mamíferos, aves, reptiles e invertebrados (especialmente lepidópteros y coleópteros).

## Historia
Al aumentar sin cesar sus colecciones, especialmente gracias a las donaciones, el museo necesitó en 1893 un espacio más grande. En abril de 1897, Jan Willem Bowdewyn Gunning (1860-1913) se convirtió en el primer director del museo. Por medio de sus relaciones con los otros museos de Sudáfrica, el museo de Transvaal enriqueció rápidamente sus colecciones de zoología y estableció vínculos con otras instituciones en Europa. En enero de 1898, se inauguró un jardín zoológico, aunque solo con algunos animales. Se empezó a construir un nuevo edificio en 1899, pero su edificación fue interrumpida por las Guerras de los Bóeres; por ello, no fue hasta 1912 que el museo se instaló en su nuevo edificio.
En 1964, el museo fue escindido en dos instituciones: una consagrada a la historia natural y la otra a la etnología y a la historia. El 1 de abril de 1999, el Museo del Transvaal se fusionó con el Museo de Historia Natural y Cultural de Pretoria (también denominado la «Ventana Africana») y el Museo Nacional Sudafricano de Historia Militar (situado en Johannesburgo) para formar una nueva institución: la Northern Flagship Institution. Esta institución está dirigida por un oficial ejecutivo y una junta que reemplazó las tres juntas separadas de los museos antecesores. El actual director del Museo del Transvaal es el doctor Francis Thackeray.

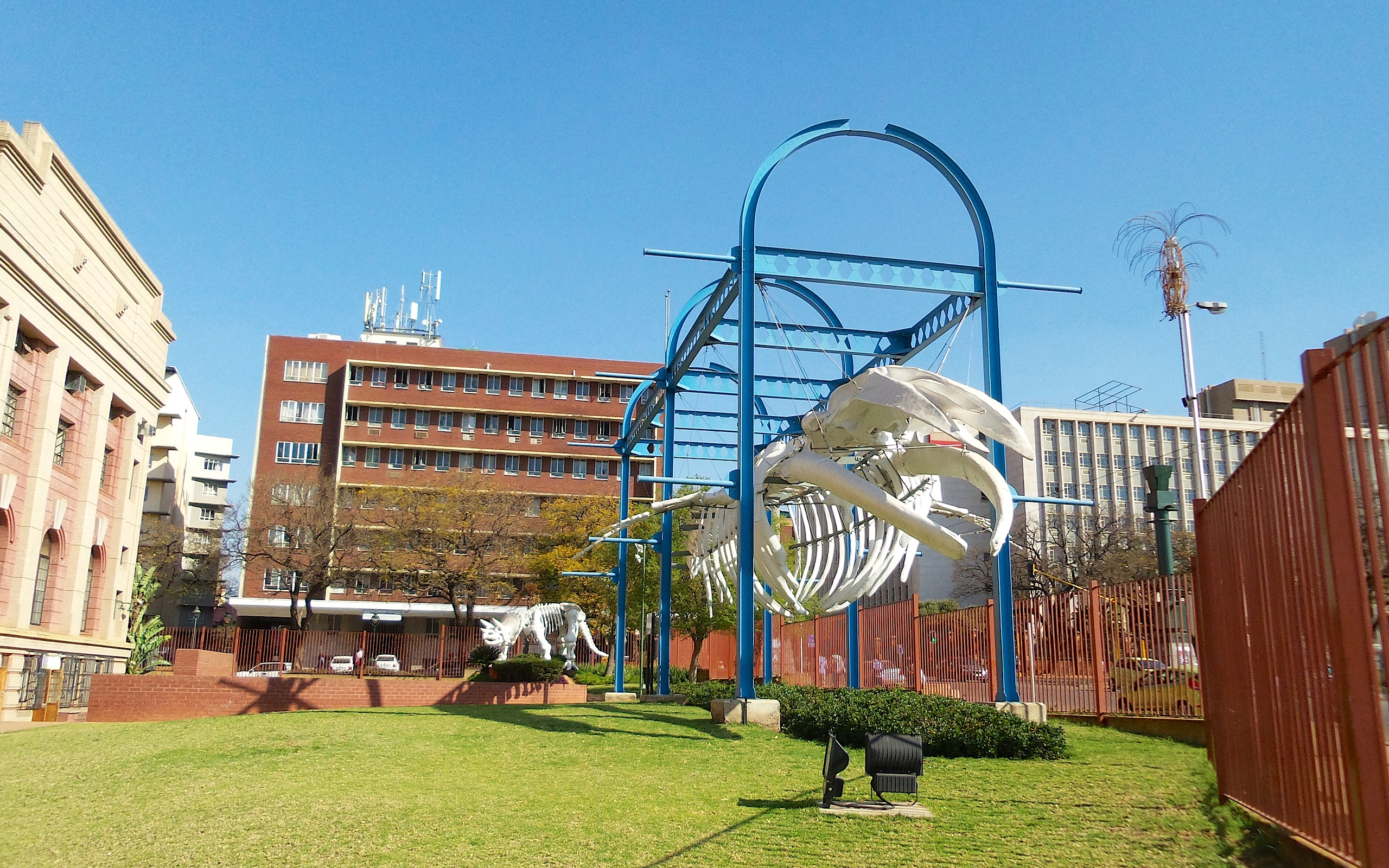
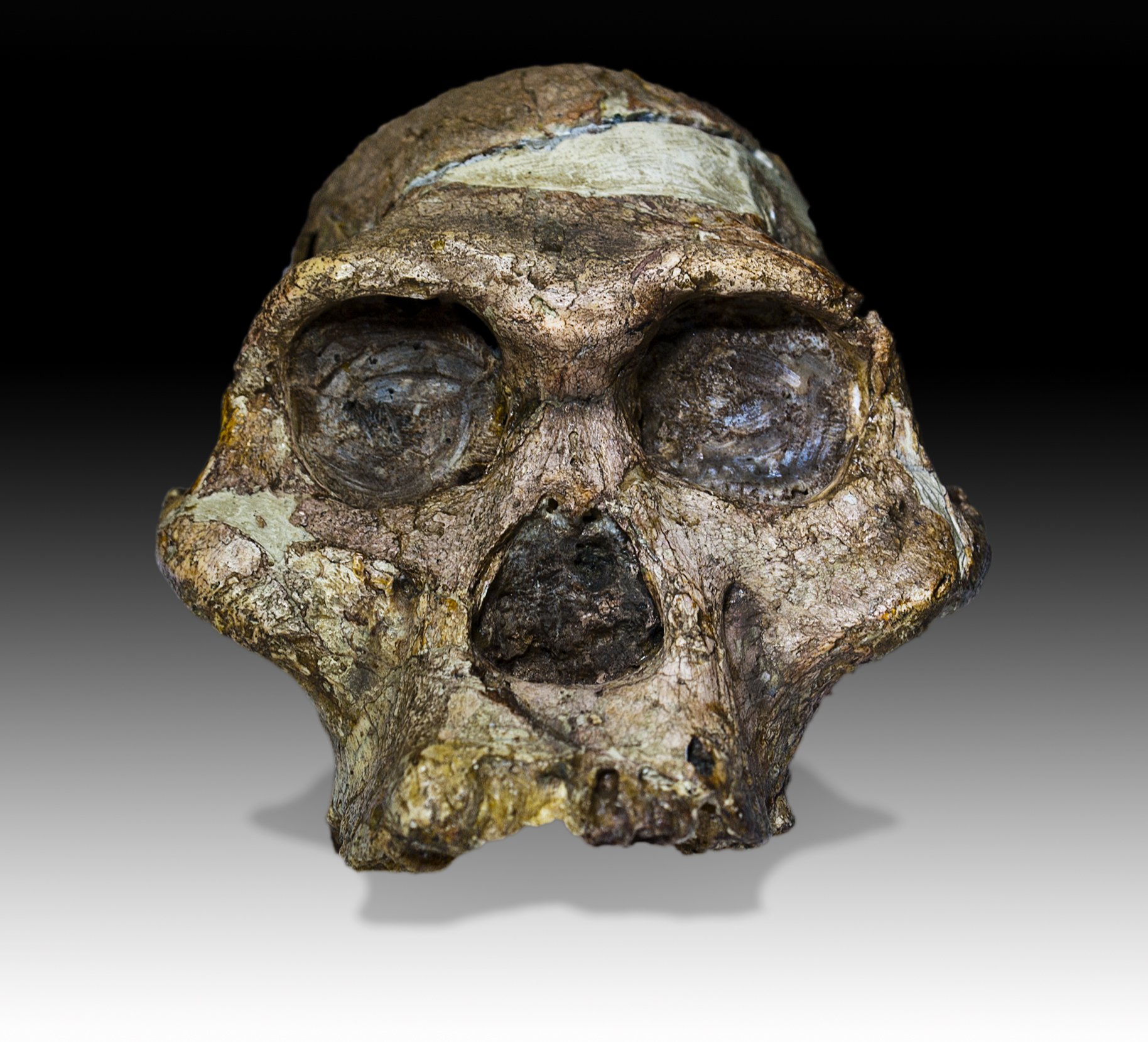
Australopithecus africanus Mrs.Ples (Sts 5)
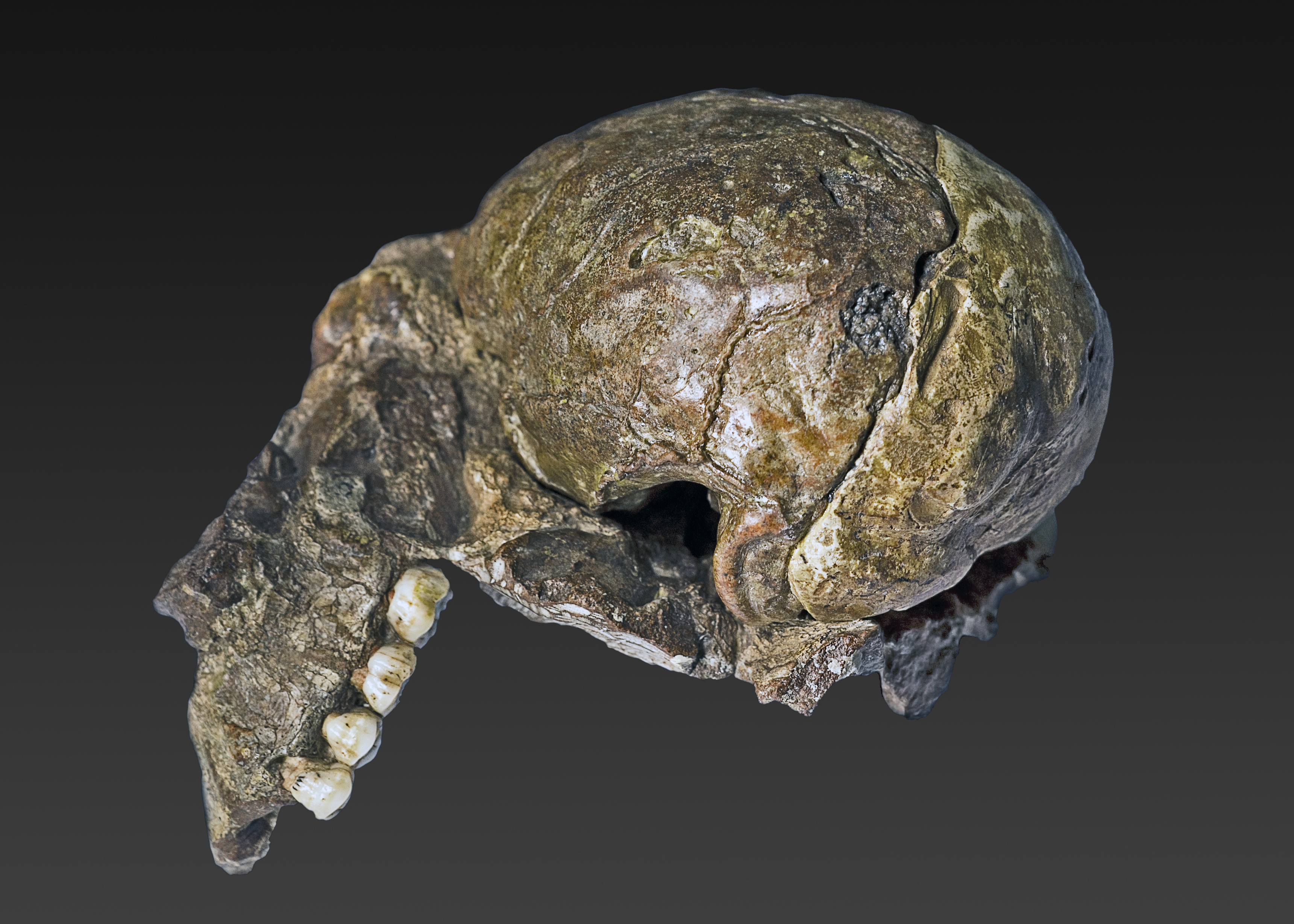
Australopithecus africanus (Sts 60)